# دبورا گرین
دبورا جونز گرین (به انگلیسی: Debora Jones Green) (زادهٔ ۲۸ فوریهٔ ۱۹۵۱)  پزشک اهل ایالات متحده آمریکا است که به جرم آتش‌افروزی سال ۱۹۹۵ —که به مرگ دو فرزندش در منزل خانوادگی منجر شد— و تلاش برای قتل همسرش از طریق مسمومیت با رایسین، در زندان به سر می‌برد. گرین در دادگاه ضمن عدم اعتراف به اتهامات وارده، پذیرفت که شواهد علیه او در حدی است که قاضی به محکومیت او حکم خواهد داد و از خود دفاع نکرد. از آن زمان تاکنون او دو تقاضای ناموفق برای برگزاری دادگاه جدید داشته.
گرین در سال ۱۹۷۹ و در زمانی که به عنوان پزشک اورژانس مشغول به کار بود با مایکل فارار ازدواج کرد. ازدواج این دو ناموفق بود و فارار در ژوئیه ۱۹۹۵ درخواست طلاق داد. از اوت تا سپتامبر همان سال، فارار چهار بار به شدت بیمار شد و با وجود بستری‌های متعدد، پزشکان قادر به تشخیص علت بیماری او نبودند. در همین زمان تعادل عاطفی گرین مختل شده بود و او به مصرف شدید الکل روی آورده بود. در ۲۴ اکتبر ۱۹۹۵، منزل خانوادگی گرین و فارار درحالی که گرین و سه فرزند این زوج داخل آن بودند دچار حریق شد. گرین و فرزندش کیت فارار بدون آسیب موفق به خروج از خانه شدند، اما دو فرزند دیگر خانواده، تیموتی و کلی، با وجود تلاش ماموران آتش‌نشانی جان خود را در این حریق از دست دادند. در تحقیقات بعد از حادثه رد مواد آتش‌زا از اتاق‌خواب گرین به سایر قسمت‌های خانه مشاهده شد. همچنین مشخص شد عامل بیماری فارار، مسمومیت با سم رایسین بوده که توسط گرین در غذای او ریخته می‌شده.
گرین در ۲۲ نوامبر همان سال به اتهام دو مورد قتل عمد با برنامه‌ریزی قبلی، دو مورد برنامه‌ریزی برای قتل و یک مورد آتش‌افروزی بازداشت شد. برای او ۳ میلیون دلار وثیقه تعیین شد که سنگین‌ترین وثیقه در تاریخ شهرستان جانسون، کانزاس است. او در طول تحقیقات اولیه بر بی‌گناهی خود اصرار داشت اما بعد از بررسی شواهد علیه او توسط تیم وکلای مدافع، پذیرفت که این شواهد به محکومیت او منجر خواهند شد و بدون اعتراف به اتهامات، از دفاع از خود خودداری کرد. در ۳۰ مهٔ ۱۹۹۶ حکم دو زندان چهل‌ساله برای گرین صادر شد. بعد از آن گرین دو بار تقاضای تجدید محاکمه داشته که موفقیت‌آمیز نبوده‌اند. در مورد اول او ادعا کرد که داروهای روانی که در زمان دادگاه مصرف می‌کرده باعث شده نتواند از خود دفاع کند، اما این تقاضا بعدا توسط گرین پس گرفته شد. در تقاضای دوم که توسط قاضی رد شد، ادعا شده بود که شواهد علیه او با شیو‌های جدید علمی مردود شده‌اند.